# アラマ・イエレミア
アラマ・イエレミア（Alama Ieremia、1970年10月27日 - ）は、サモアのラグビー指導者。現在オークランドのヘッドコーチを務めている。

## プロフィール
- サモア・アピア出身[1]。
- ポジションはセンター(CTB)。
- 身長 186cm、体重 100kg
- 息子のアキラはラグビー選手[2]。
- サモア代表通算キャップ数は5でニュージーランド代表通算キャップ数は40。
- ラグビーワールドカップ1995・ラグビーワールドカップ1999のニュージーランド代表に選ばれた[3]。

## 経歴
サモア高校、ヴィクトリア大学、ウェリントン、ハリケーンズを経て、2001年、サントリーに加入。
2004年、現役を引退した。
その後サントリーサンゴリアス、ハリケーンズなどのコーチを経て、2015年、サモア代表のヘッドコーチに就任。
2017年、オークランドのコーチに就任。

## 受賞歴
- 2003-04トップリーグベスト15